# Harry Joe Brown
Pour les articles homonymes, voir Brown.
Cet article possède un paronyme, voir Harry Brown.
Harry Joe Brown est un producteur de cinéma américain né le 22 septembre 1890 et mort le 28 avril 1972. Il a produit de nombreux films entre les années 1920 et 1960. Il a également réalisé une partie d'entre eux.
Son œuvre la plus mémorable est sa collaboration avec Randolph Scott pour former Ranown Pictures, qui donnera naissance au cycle Ranown sous la réalisation de Budd Boetticher.

## Filmographie partielle
- 1925 : À toute vitesse (Super Speed) d'Albert S. Rogell
- 1929 : The Wagon Master
- 1939 : Descente en vrille (Tail Spin) de Roy Del Ruth
- 1927 : The Land Beyond the Law de Harry Joe Brown
- 1951 : Dick Turpin, bandit gentilhomme (Dick Turpin's Ride) de Ralph Murphy